# Aulo Allieno
Aulo Allieno (in latino Aulus Allienus; fl. 60-43 a.C.) è stato un politico e militare romano.
Legato in Asia (60 a.C.), nel 49 a.C. fu eletto pretore e nel 47 a.C. divenne propretore in Sicilia.
Dopo l'uccisione di Gaio Giulio Cesare, offrì quattro legioni, che aveva ottenuto da Publio Cornelio Dolabella dall'Egitto, a Gaio Cassio Longino, governatore di Siria e uno dei congiurati.